# Minnesota Wild
Los Minnesota Wild (en español, Minnesota salvaje) son un equipo profesional de hockey sobre hielo de los Estados Unidos con sede en Saint Paul, Minnesota. Compiten en la División Central de la Conferencia Oeste de la National Hockey League (NHL) y disputan sus partidos como locales en el Xcel Energy Center.
El equipo fue fundado en 2000 como reemplazo de los Minnesota North Stars, quienes se habían trasladado a Dallas siete años antes. A lo largo de su historia, los Wild han ganado un título de división.

## Historia
Anteriormente, el estado de Minnesota contó con un equipo de hockey sobre hielo en la NHL, conocido como Minnesota North Stars. Dicha franquicia se asentó en el estado desde 1967 hasta 1993, cuando se trasladaron a Dallas para pasar a llamarse Dallas Stars. En 1997, cuatro años después de la marcha de los North Stars, la organización de la NHL decidió otorgar una nueva franquicia en esa zona que comenzaría a jugar en la temporada 2000-01. El nuevo equipo se llamaría Minnesota Wild, y jugaría dentro del área metropolitana de Minneapolis y Saint Paul.
Durante sus primeras temporadas, el juego de los Wild no les permitió clasificarse para los playoff del título. La situación cambió tras la huelga de 2004, y Minnesota consiguió pasar a una fase final en la temporada 2006-07. Repitieron ese logro al año siguiente, pero en ambos casos no pasaron de los cuartos de final de las eliminatorias. El equipo pasó en 2008 a ser propiedad de Craig Leipold, antiguo dueño de Nashville Predators.

## Pabellón

### Xcel Energy Center
Su arena es el Xcel Energy Center, un pabellón multiusos construido específicamente para el equipo. se inauguró en el año 2000, y cuenta con capacidad para más de 18.000 espectadores.

## Logo y equipación
La equipación del club es roja en casa y blanca fuera, aunque también se utilizan otros colores como el verde o el marrón claro en elementos como las mangas o la numeración de las camisetas.
El logotipo del equipo es el rostro de perfil de un animal salvaje cuyo origen no está del todo esclarecido. En su interior está dibujado un paisaje de la naturaleza que representa al estado de Minnesota, y la imagen es una ilusión óptica que juega con ambos conceptos. La estrella que sirve de ojo al animal es también una referencia al antiguo equipo Minnesota North Stars.

## Palmarés
Jack Adams Award
- Jacques Lemaire: 2002–03

Roger Crozier Saving Grace Award
- Dwayne Roloson: 2003–04
- Niklas Backstrom: 2006–07

William M. Jennings Trophy
- Manny Fernandez y Niklas Backstrom: 2006–07